# Dohrniphora myersi
Dohrniphora myersi är en tvåvingeart som beskrevs av Charles Thomas Brues 1932. Dohrniphora myersi ingår i släktet Dohrniphora och familjen puckelflugor. Inga underarter finns listade i Catalogue of Life.